# Cross in Hand
Cross in Hand är en by i East Sussex i England. Byn är belägen 18,5 km 
från Lewes. Orten har 805 invånare (2015).